# Atychia
Atychia é um gênero de traça pertencente à família Brachodidae.